# 黑辰砂
黑辰砂（英語：Metacinnabar）是立方晶系的硫化汞礦物形式。它在高溫下穩定，並有三种同質異形體，硃砂（三方晶系）和更高溫下的六方辰砂（六方晶系）。它與硃砂一起出現在汞礦床中，並與自然汞、纖鋅礦、輝銻礦、白鐵礦、雄黃、方解石、重晶石、玉髓和烴類一起出現。
它於1870年在加利福尼亞州納帕縣諾克斯維爾的雷丁頓礦首次被發現。